# Хилін (Мазовецьке воєводство)
Хилін (пол. Chylin) — село в Польщі, у гміні Мала Весь Плоцького повіту Мазовецького воєводства.
Населення — 359 осіб (2011).
У 1975-1998 роках село належало до Плоцького воєводства.

## Демографія
Демографічна структура станом на 31 березня 2011 року:
|          | Загалом | Допрацездатний вік | Працездатний вік | Постпрацездатний вік |
| -------- | ------- | ------------------ | ---------------- | -------------------- |
| Чоловіки | 177     | 42                 | 119              | 16                   |
| Жінки    | 182     | 41                 | 96               | 45                   |
| Разом    | 359     | 83                 | 215              | 61                   |